# Juliusz Machulski
Juliusz Machulski (Olsztyn, 10 marzo 1955) è un regista e sceneggiatore polacco.
Figlio del noto attore Jan Machulski, Juliusz divenne famoso per le sue commedie che ridicolizzavano la vita nella Polonia governata dai comunisti negli anni '70 e '80.

## Biografia
Juliusz Machulski è nato il 10 marzo 1955 a Olsztyn, in Polonia, da Jan Machulski e Halina Machulska.
Nel 1973 si trasferì a Varsavia, dove fu ammesso alla facoltà di Filologia Polacca dell'Università di Varsavia. Tuttavia, nel 1975 si trasferì a Łódź, dove si diplomò alla Scuola di cinema. Il suo debutto cinematografico è avvenuto con la regia del film Vabank (1981), una commedia che descrive la storia di due gangster polacchi degli anni '30. Il film ebbe un successo straordinario, così come la commedia di fantascienza Seksmisja del 1984. Spesso descritto come un golden boy o un enfant terrible del cinema polacco, Machulski divenne rapidamente uno dei registi polacchi più popolari, sia in Polonia che all'estero. Il suo Seksmisja, sebbene notevolmente ridotto dalla censura sovietica, fu uno dei film più popolari proiettati nell'Unione Sovietica a metà degli anni '80. Kingsajz, una commedia fantasy realizzata nel 1987, rimane fino ad oggi uno dei suoi film più importanti per il suo grande significato sociale. Per molti versi è simile a Seksmisja ma il messaggio di Kingsajz è più forte ed evidente. È stato pubblicato anche nel periodo in cui il movimento anticomunista era molto entusiasta per opere di questo tipo. Gli slogan del film apparvero su molti muri, con grande irritazione della polizia. Le sue opere successive al 1989 e alla caduta del regime socialista erano ancora apprezzate dalle masse, ma nessuna di esse fu acclamata dalla critica. I suoi film di quel periodo sono spesso definiti "rudi" in contrapposizione ai suoi precedenti lavori "intelligenti". Dopo Matki, żony i kochanki, una serie televisiva, molti giudicarono arrivata la fine di un regista che non riusciva ad adattarsi al nuovo ambiente. Nel 1997 ha dimostrato che quelle opinioni erano sbagliate quando il suo Kiler ebbe un enorme successo ed è ora considerato un film cult insieme al suo seguito, Kiler-ów 2-óch. Entrambi i film sono commedie poliziesche su un semplice tassista scambiato dalla polizia per un famoso assassino.
Szwadron è stato proposto per l'Oscar al miglior film straniero nel 1994.
Dal 1988 Machulski è stato al vertice dello Zebra Film Studio. È anche apparso brevemente in numerosi film come attore. Il 10 dicembre 1998 è stato onorato con la una stella sul marciapiede di via Piotrkowska a Łódź.

## Filmografia parziale
Regista
- Vabank (1981)
- Seksmisja (1984)
- Vabank II czyli Riposta (1984)
- Kingsajz (1987)
- Déjà vu (1990)
- V.I.P. (1991)
- Szwadron (1992)
- Girl Guide (1995)
- Matki, żony i kochanki (1995)
- Kiler (1997)
- Kiler-ów 2-óch (1999)
- Pieniądze to nie wszystko (2000)
- Superprodukcja (2003)
- Vinci (2004)
- Ile waży koń trojański (2008)
- Kołysanka (2010)
- Ambassada (2013)
- Volta (2017)
- Mały zgon (2020) - serie televisiva

Produttore
- Mój Nikifor, regia di Krzysztof Krauze (2004)

Attore
- Il personale (Personel), regia di Krzysztof Kieślowski (1975) - film per la televisione